# カー (フリゲート)
| USS Carr FFG-52 |                                                                                           |
| 艦歴            |                                                                                           |
| 発注:           |                                                                                           |
| 起工:           | 1982年3月26日                                                                             |
| 進水:           | 1983年2月26日                                                                             |
| 就役:           | 1985年7月27日                                                                             |
| 退役:           | 2013年3月13日                                                                             |
| 除籍:           |                                                                                           |
| その後:         | 台湾海軍への売却を検討                                                                    |
| 要目            |                                                                                           |
| 排水量          | 基準: 3,225 t                                                                             |
| 排水量          | 満載: 4,100 t                                                                             |
| 全長            | 453 ft (138 m)                                                                            |
| 全幅            | 45.4 ft (13.8 m)                                                                          |
| 吃水            | 24 ft (7.3 m)                                                                             |
| 機関            | COGAG方式                                                                                 |
| 機関            | LM2500-30ガスタービンエンジン (20,500hp) ×2基                                             |
| 機関            | 可変ピッチプロペラ（5翔）×1軸                                                             |
| 機関            | 非常用旋回式スラスタ（350hp）×2基                                                         |
| 最大速          | 29ノット以上                                                                              |
| 航続距離        | 4,500 海里（20ノット巡航時）                                                              |
| 乗員            | 206名（士官13名）                                                                         |
| 兵装            | Mk.75 76mm単装速射砲×1基                                                                  |
| 兵装            | Mk.38 25mm単装機銃×2基                                                                    |
| 兵装            | Mk.15 20mmCIWS×1基                                                                        |
| 兵装            | M2 12.7mm単装機銃×4基                                                                     |
| 兵装            | Mk.13 mod.4単装ミサイル発射機×1基 * SM-1MR SAM * ハープーンSSM を発射可能 ※2003年以降撤去 |
| 兵装            | Mk.32 mod.17 3連装短魚雷発射管×2基                                                        |
| 艦載機          | SH-60B LAMPSヘリコプター×2機                                                              |
| C4ISTAR         | NTDS (JTDS＋リンク 11/14)                                                                 |
| C4ISTAR         | Mk.92 FCS (SM-1MR, 76mm砲用)                                                              |
| C4ISTAR         | AN/SQQ-89 ASWCS                                                                           |
| センサ          | AN/SPS-49 対空捜索レーダー                                                                |
| センサ          | AN/SPS-55 対水上捜索レーダー                                                              |
| センサ          | AN/SQS-56 船底装備ソナー                                                                  |
| センサ          | AN/SQR-19 曳航ソナー                                                                      |
| 電子戦          | AN/SLQ-32(V)5 ESM/ECM装置                                                                 |
| 電子戦          | Mk.36 デコイ発射装置                                                                      |
| モットー:       | Courage, Will, Determination                                                              |

カー (英語: USS Carr, FFG-52) は、アメリカ海軍のミサイルフリゲート。オリバー・ハザード・ペリー級ミサイルフリゲートの42番艦。艦名はレイテ沖海戦で護衛駆逐艦サミュエル・B・ロバーツ (USS Samuel B. Roberts, DE-413) に乗艦し、戦死後に銀星章を受章したポール・H・カー (Paul H. Carr 1924 - 1944) に因む。

## 艦歴
カーはワシントン州シアトルのトッド・パシフィック造船所で1982年3月26日に起工する。1983年2月26日にゴールディ・カー・ベンシルヒ（カー未亡人）によって命名、進水し、1985年7月27日にロバート・J・ホーン艦長の指揮下就役した。
カーは就役後、サウスカロライナ州チャールストンを母港として活動する。最初の作戦参加はペルシャ湾において、アーネスト・ウィル作戦への参加であった。同作戦でカーはホルムズ海峡でタンカーの護衛任務に従事した。カーの船団護衛任務は定期的に行われたが、その任務期間中にイランの小型艇がタンカーに接近した出来事があった。カーは甲板上の12.7mm機銃M2およびMk 38 25 mm 機関砲により小型艇を撃退した。
2011年まで、カーはバージニア州ノーフォークを母港とし、第22駆逐戦隊に所属していた。その後、2013年3月13日に退役した。退役後は台湾海軍が取得を希望していたとされており、2014年12月4日、アメリカ上院は本艦を含む4隻のオリバー・ハザード・ペリー級を台湾へ売却する内容を含む法案を可決した。2013年3月13日退役。